# Ardisia flavida
Ardisia flavida é uma espécie de planta da família Myrsinaceae. É endêmica do Equador.